# Kithaab
Kithaab, também Kitab, (em malabar: കിത്താബ്) é uma obra de teatro escrita em malabar - língua do estado indiano de Kerala - que faz o retrato humorístico de uma menina que sonha com poder recitar o adhan, o chamado islâmico à oração realizada habitualmente por um homem, o almuadem. A menina questiona a misoginia em sua comunidade, e rebela-se contra as normas da comunidade que lhe impedem dançar com seus amigos, rouba a comida que lhe negam a ela por ser menina, e reclamando a oportunidade de chamar à oração.
A obra foi escrita pelo roteirista e diretor Rafeeq Mangalassery. Estreou em novembro de 2018 no estado de Kerala, em paralelo ao movimento de defesa dos direitos das mulheres que começava a se criar reivindicado a entrada das mulheres no templo indiano Sabiramala, o direito das mulheres muçulmanas a participar nos rituais religiosos e a igualdade de gênero em espaços religiosos, incluindo a designação de mulheres como ímans, e a participação na liderança das orações nas principais mesquitas.

## Inspiração
Rafeeq Mangalassery tem explicado que sua obra Kithaab não está baseada diretamente na história de Vaangu, sendo que é uma adaptação independente inspirada no trabalho do escritor e roteirista Unni R. sobre Vaangu. Por sua vez Unni R. distanciou-se da obra de Mangalassery declarando que a obra não estava em sintonia com suas ideias e que carecia de valor espiritual. O diretor malabar V.K. Prakash tinha também um projeto independente para adaptar a história de Unni R. para o cinema.

## Trama
Uma menina muçulmana deseja converter-se numa almuadem como seu pai, e fazer o apelo da oração. Rouba o pescado fritado que sua mãe cozinha para os homens da casa e diz que o fazer não é moralmente mau porque Padachon (deus) entendê-lo-ia dado que às meninas não se lhes dá suficiente comida, uma vez que na tradição as meninas e as mulheres recebem menos alimentos que os homens da casa. Seu pai a censura e diz-lhe que as mulheres deveriam ter só a metade do que os homens têm. A isto, a menina lhe pergunta com picardia por que as mulheres não têm o mesmo direito.
Nestas brigas, ela expressa seu desejo de liderar a oração e seguindo a tradição de seu pai, chamar ao adhan (a oração muçulmana). Seu pai responde a todas suas perguntas se referindo ao grande livro (Kithab), a encerra para que não volte a atuar numa obra (uma peça dentro da obra de teatro) e lhe diz que não atingirá o céu se continuar fazendo estas coisas.
"Se perdesse a entrada ao céu porque canto e danço, não quero esse céu,"  responde a menina. O pai está disposto inclusive a matar à menina se atuar na obra contradizendo suas ordens. Mas sua mãe recorda ao pai que além de muecín é também pai. Finalmente este permite que a menina faça o chamado do muecín e a peça de teatro termina com a menina chamando à oração (adhan) e os demais rezando.

## Controvérsia
A escola secundária Memunda Higher na zona rural de Kozhikode organizou uma representação da obra no marco do concurso entre escolas no distrito de Vatakara, ganhando os prêmios ao melhor drama e à melhor atriz e supunha-se que continuaria participando no concurso a nível estadual de Kerala. Kithaab retrata a discriminação social contra as mulheres em vários aspectos da família muçulmana tradicional. Questiona temas como a discriminação das meninas na provisão de alimentos, a educação deficiente e a prática da poligamia. Dado que a obra trata sobre a justiça de gênero no contexto de Islã, teve oposição por parte da ortodoxia político-religiosa e os conservadores conseguiram bloquear a participação da escola Memunda Higher invocando a questões de fé. A obra provocou o debate sobre a igualdade de gênero e a intolerância religiosa. A obra de teatro representou-se depois por separado numa data posterior.
Posteriormente representou-se uma contra-obra chamada Kithabile Koora, com uma personagem feminina que procura a liberdade de religião. Abbas Kalathode, um dos ativistas teatrais do idioma malabar, ainda que não se mostrou entusiasmado com a contra-obra, criticou a obra Kithaab de Mangalassery porque não considerava uma série de mudanças recentes de grande alcance na comunidade muçulmana. "Representar a um mukri como o vilão na comunidade é um eufemismo porque outros villãos têm surgido entre os muçulmanos", acrescentou. Mangalassery não esteve de acordo e respondeu que "não é correto dizer que a comunidade muçulmana tem registrado um progresso constante na vida social. Poderia ter mudanças entre os muçulmanos como em outras comunidades. Mas as forças conservadoras também têm começado a dominar. O Purdah, que foi indumentaria de uma minoria insignificante em Kerala, agora se converteu na identidade das mulheres muçulmanas. Sei que o íman é só um empregado da mesquita, mas representa ao clero, cujo controle se fortaleceu entre os muçulmanos. A obra termina com a abertura de novas perspectivas para a comunidade".  "Aqui a história de fundo é a de uma família muçulmana, e por tanto, a obra fala da vida muçulmana. Não há nenhuma tentativa de insultar a qualquer religião em particular," tem insistiu Mangalassery.
Ativistas e escritores, entre eles K. Satchidanandan e S. Hareesh mostraram sua oposição à exclusão de Kithaab no festival estatal de Kerala. Numa declaração conjunta condenaram a interferência de organizações religiosas nos valores do movimento reformista de Kerala e a liberdade de expressão. O diretor de cinema Prathap Joseph liderou uma campanha nos meios de comunicação social denunciando a situação e assinalando que a retirada da obra era uma "ameaça aos valores do movimento reformista e a liberdade de expressão".
A. Santha Kumar, roteirista, escreveu no Facebook que "a escola lavou as mãos ao retirar a obra se rendendo ao ditado de dirigentes religiosos. Denuncia também que tenham isolado o autor da obra, Rafeeq Mangalassery." Kumar perguntou por que os que falam muito sobre os "valores reformistas" guardaram silêncio sobre o isolamento de Mangalassery a mãos do "fundamentalismo minoritário".

## Rafeeq Mangalassery
Rafeeq Mangalaserry é um escritor em língua malabar e diretor de Chettippadi (Malappuram Kerala) na Índia, comprometido em temas sociais. Em sua obra Annaperuna descreve o desperdício de comida enquanto muitos outros passam fome. Também tem dirigido Kottem Kareem.
Venceu o prêmio Kerala Sahitya Akademi pela obra Jinnu Krishnan em 2013; e o prêmio Kerala Sangeetha Nataka Akademi ao melhor roteiro por Iratta  Jeevithangaliloode (Através das Vidas Gêmeas). É um autor chave no teatro infantil.